# Răng cửa
Răng cửa (từ tiếng latin incidere, "cắt") là răng phía trước xuất hiện ở hầu hết động vật có vú có nhóm răng khác. Chúng tọa lạc trên mảnh trước hàm và bên dưới xương hàm dưới. Con người có tổng cộng tám (hai mỗi bên, trên và dưới). Opossum có 18, trong khi đó loài tatu chẳng có gì.

## Hình ảnh bổ sung

Miệng (khoang miệng)
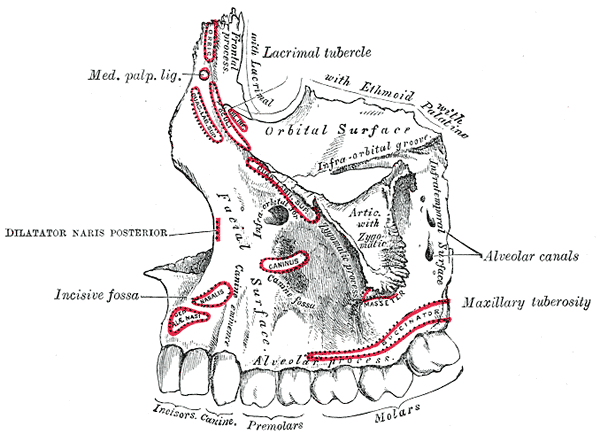
Hàm trên bên trái. Mặt ngoài
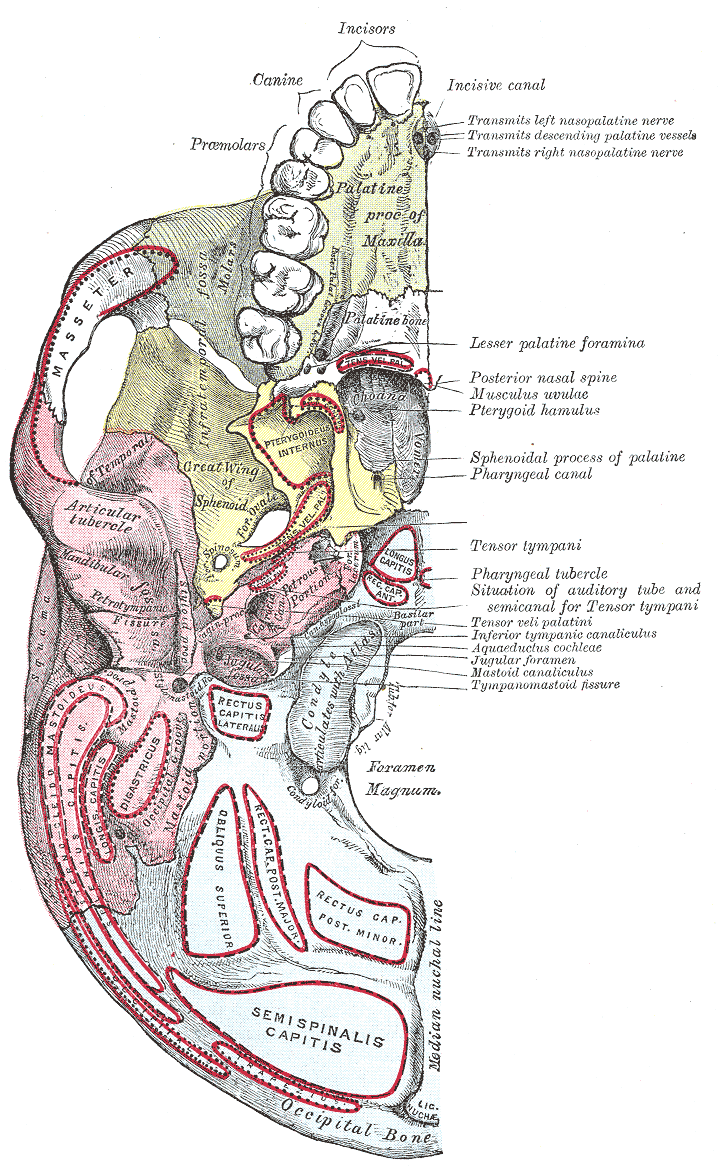
Nền hộp sọ. Bề mặt dưới